# Зевениг (Оур)
Зе́вениг (нем. Sevenig) — община в Германии, в земле Рейнланд-Пфальц.
Входит в состав района Айфель-Битбург-Прюм. Подчиняется управлению Арцфельд. Население составляет 58 человек (на 31 декабря 2010 года). Занимает площадь 5,92 км².